# Darl Douglas
Darl Douglas (Paramaribo, 5 oktober 1979) is een Surinaams-Nederlands voormalige voetballer die doorgaans als aanvaller speelde. Nadien werd hij reggae-muzikant met de artiestenaam Jah Decko.

## Voetbalcarrière
Douglas werd bij DWV door Ajax ontdekt en doorliep de opleiding van Ajax. Omdat hij daar niet doorbrak vertrok hij in 2000 naar RBC Roosendaal, waar hij in zijn eerste seizoen dertienmaal speelde in de Eredivisie. Hij vertrok naar Haarlem, alwaar hij twee seizoenen bleef voetballen. Met 65 wedstrijden en 11 doelpunten achter zijn naam verkaste hij naar Heracles Almelo, alwaar hij in 33 wedstrijden negen keer scoorde. De vleugelaanvaller werd in 2004 vastgelegd door FC Utrecht, waar hij in zijn eerste seizoen 32 keer speelde en 3 doelpunten maakte. In de winterstop van het seizoen 2006-2007 verhuisde Douglas naar het Portugese Maritimo Funchal. Na een half seizoen bij Maritimo te hebben gespeeld keerde hij in het seizoen 2007/08 terug naar Nederland en ging spelen bij Willem II. Op 29 augustus 2008 vertrok Douglas naar Heracles Almelo. Na vijf seizoenen in Almelo nam hij in mei 2012 afscheid.

### Erelijst
FC Utrecht
- Johan Cruijff Schaal

2004

## Reggaemuziek
Sinds 2005 had hij naast zijn voetbalcarrière aan huis een muziekstudio, waarin hij onder de naam Dredda Records reggae-opnames produceerde voor anderen, onder meer voor Jurgen (joggo) Seedorf, de broer van Clarence Seedorf. In 2015 keerde hij terug naar Suriname, om zich daar te richten op de promotie van artiesten.
Verder nam hij werk op voor een aantal artiesten. Daarnaast brengt hij onder de artiestennaam Jah Decko ook zelf singles uit, zoals Lion (2017) No mang broko (2020, met op de achtergrond Janice van Klaveren) en Yah mek i frey (2020), waarvoor hij ook videoclips opnam en de die hij deels zelf schreef. Zijn teksten variëren in inhoud van alledaagse tot maatschappijkritische onderwerpen. Naast reggae is hij een liefhebber van rhythm-and-blues en soul.